# التكوين العضوي لرأس المال
التكوين العضوي لرأس المال (بالإنجليزية: Organic composition of capital)‏ مفهوم أوجده كارل ماركس في نظريته عن الرأسمالية، والذي مثّل في نفس الوقت انتقاده للاقتصاد السياسيّ في عصره. اشتُثقّ المفهوم من مفاهيم كارل الأساسية «تكوين قيمة رأس المال» و«المكونات الفنيّة لرأس المال». ناقشه بالتفصيل في الفصل 25 من المجلد 1 في كتابة «رأس المال» تحت عنوان «القانون العام للتراكم الرأسمالي». تقيس «المكونات الفنية لرأس المال» العلاقة بين عناصر رأس المال الثابت (المصنع والمعدات والمواد) ورأس المال المتغير (العاملين بأجر). يعتبر «فنيًا» لأنه لا يتضمن أي تقدير أو تخمين. على النقيض من ذلك، فإن «تكوين القيمة لرأس المال» هو النسبة بين قيمة عناصر رأس المال الثابت الداخلة في الإنتاج وقيمة اليد العاملة. وجد ماركس أن المفهوم الخاص «بالتكوين العضوي لرأس المال» كان مفيدًا أحيانا في التحليل، لأنه يفترض أن القيم النسبية لكل عناصر رأس المال ثابتة.

## التكوين العضويّ لرأس المال والأزمات
إن قيمة التكوين العضويّ لرأس المال أمر مهمّ في نظرية الأزمة الماركسية بسبب تأثيرها على متوسط معدّل الربح. يتلخّص التأثير المترتب على ارتفاع التركيبة العضوية لرأس المال في انخفاض معدل الربح؛ ففي مقابل كل زيادة جديدة في فائض القيمة تتحقق باعتبارها أرباحًا من المبيعات، تصبح هناك حاجة ضرورية لزيادة مقابلة أكبر في الاستثمار الرأسمالي.
لكن هذا كما يزعم ماركس لا يمثل سوى ظاهرة، لأن انخفاض معدّل الربح من الممكن أن يقابله تأثيرات معاكسة، من أهمّها:
- شراء مدخلات رأس المال الثابتة بتكاليف أقل.
- زيادة معدل استغلال القوة العاملة وإنتاجيتها (يتضمن ذلك كثافة العمل).
- خفض زمن دورات المدخلات الرأسمالية الثابتة.
- خفض الرواتب وتكاليف العمل المدفوعة.
- توفير أعداد ضخمة من العمالة الرخيصة في الداخل أو الخارج.
- التجارة الخارجية التي تقلل من التكاليف الثابتة لمدخلات رأس المال.
- الإبداعات التكنولوجية التي تقلل من التكاليف الثابتة لمدخلات رأس المال.
- التوزيع النوعي لفائض القيمة كالأرباح والفائدة والضرائب والرسوم والتقسيم بين المكونات الموزعة وغير الموزعة للقيمة المضافة الجديدة.
- توسع السوق (المزيد من المبيعات، في وقت أقل).
- تسعير النواتج الاحتكاري، أو بطريقة ما رفع أسعار الناتج على نحو مكلَّف وصنعي.
- تخفيض العبء الضريبي.
- أساليب جنائيّة لخفض التكاليف وزيادة المبيعات والأرباح.

نظرًا لوجود عوامل مختلفة عديدة يمكن أن تؤثر على الربحيّة، فإن التأثيرات الإجمالية لارتفاع التكوين العضوي لرأس المال في متوسط الربحية الصناعية يجب أن تخضع حقًّا للتقييم التجريبي في فترة زمنية أطول، مثل 20-25 سنة.
يزعم ماركس، أنه بقدر ما يكون مسار التنمية الرأسمالية محكومًا بالسعي إلى فائض القيمة، فإنه يمكن تلخيص المصير الاقتصادي للنظام باعتباره تفاعلًا بين ميل معدل الأرباح إلى الانحدار، والعوامل التي تتصدى لذلك: بعبارةٍ أخرى، المعركة الدّائمة لخفض التكاليف وزيادة المبيعات وزيادة الأرباح.
تكون النتيجة النهائية الافتراضية لارتفاع التكوين العضوي لرأس المال الأتمتة الكاملة لعملية الإنتاج، وفي هذه الحالة فإن تكاليف العمالة سوف تكون قريبةً من الصفر. يدلّ ذلك على نهاية دور الرأسمالية بوصفها نظامًا اقتصاديًّا مُدرًّا للربح بالنسبة للرأسماليين، وبوصفها نظامًا اجتماعيًّا، لأن النظام الرأسمالي لا يتضمن أي وسيلة أو طريقة لتوزيع الدخل غير تلك القائمة على الجهد، والأتمتة الكاملة ستلغي مفهوم الاستغلال. مع ذلك، من الممكن أيضًا أن تؤدي الأتمتة إلى تشريد العمالة وتحويلها نحو قطاع الخدمات. إذا توفر دخلًا كافيًا لشراء الخدمات، ويمكن لاقتصاد الخدمات أن ينمو بدوره.

## ماركس وريكاردو
أثارت التراكيب العضوية المختلفة لرأس المال من فروع مختلفة من الصناعة مشكلة المخطط الاقتصادي التقليدي لديفيد ريكاردو وغيره، الذين لم يتمكنوا من التوفيق بين نظرية قيمة العمل وبين وجود اختلافات في التركيب العضويّ لرأس المال التي تعني ضمنًا معدلات ربح مختلفة في صناعات مختلفة. أيضًا، في حين تعمل المنافسة في السوق على تحديد مستوى السعر الحاكم لمنتج معيّن، فإن الشركات المختلفة ستستخدم عددًا أقل أو أكبر من العمالة لإنتاجه. لهذه الأسباب، تتفاوت القيم المنتجة والأسعار التي يحققها المنتجون كميًّا.

## ظواهر تاريخية
كان هناك نزاع نظري وإحصائيّ طويل بين الاقتصاديين الماركسيين حول ما إن كان التكوين العضوي لرأس المال يميل بالفعل إلى الارتفاع، أو أنه يجب أن يرتفع تاريخيّا كما توقع ماركس، أو بعبارة أخرى، إذا كان التقدم التكنولوجي له «نزعة نحو توفير العمالة»، ويتسبب في انخفاض متوسط معدل الربح.
من بين التساؤلات المطروحة هنا، لماذا قد يقدم الرأسماليون تكنولوجيا جديدة، إن كان ذلك سيسفر على وجه التحديد عن انخفاض معدل الأرباح على رأس المال المستثمر؟ رد ماركس:
- عند تقديم تكنولوجيا أو منتج جديد ناجح في السوق لأول مرة، يحصل المنتجون الرائدون عادةً على ربح إضافي (أو  أرباح غير عاديّة وكبيرة)، ولكن عندما ينتشر استخدام هذا المنتج أو التكنولوجيا الجديدة المبتكرة وتنتج على نطاق أوسع، تنخفض الربحية بالنسبة لكل المنتجين.
- المنافسة بين الرأسماليين تفرض عليهم إدخال وابتكار تكنولوجيا جديدة، سواء كانوا راغبين في ذلك أم لا، وذلك لأن مكاسب الإنتاجية التي يحققها المنافسون تهدد بإبعادهم عن التجارة والعمل، أو تقليص حصتهم في السوق.
- في حين قد ينخفض متوسط معدلات الأرباح على رأس المال المستثمر نتيجة لذلك، فإن هوامش الربح (أو أحجام الأرباح) ستتزايد، لأنه يمكن إنتاج المزيد من السلع والمنتجات وبيعها في فترة محاسبيّة معينة، باستخدام التكنولوجيا الجديدة (وهو ما يعني ضمنًا انخفاض تكاليف وحدة المنتجات والسلع التي يتم صنعها).

لا شك أن الأدلة الإحصائية والتاريخية حول دورة كوندراتيف من التنمية الرأسمالية منذ ثلاثينيات القرن التاسع عشر وما بعده، مواتية ومناسبة لنظرية ماركس فيما يتصل بالتكوين العضوي المتزايد لرأس المال.